# Mikayıllı (Neftçala)
Mikayıllı è un comune dell'Azerbaigian situato nel distretto di Neftçala.